# Ilmatsalu (vlek)
Ilmatsalu (Duits: Ilmazahl of Illmatzall) is een plaats in de Estlandse gemeente Tartu (die naast de stad Tartu nog twaalf andere plaatsen omvat), provincie Tartumaa. De plaats heeft 349 inwoners (2021) en heeft de status van groter dorp of ‘vlek’ (Estisch: alevik).
Tot in 2017 was Ilmatsalu de hoofdplaats van de gemeente Tähtvere. In dat jaar werd de landgemeente Tähtvere bij de stadsgemeente Tartu gevoegd. In dezelfde gemeente ligt nog een plaats die Ilmatsalu heet. Die heeft de status van dorp (Estisch: küla).
Ilmatsalu ligt aan de gelijknamige rivier, een zijrivier van de Emajõgi. De rivier stroomt bij Ilmatsalu door een meer, het Ilmatsalu paisjärv met een oppervlakte van 3,8 ha. Bij het meer staat een observatietoren voor de vogels, de Ilmatsalu linnutorn.

## Geschiedenis
Het landgoed Ilmatsalu werd in 1557 voor het eerst genoemd. Het landhuis, dat nog steeds bestaat, werd gebouwd in de eerste helft van de 19e eeuw. Het landgoed was toen in handen van de Baltisch-Duitse familie von Knorring. De laatste eigenaar voordat het in 1919 door het onafhankelijk geworden Estland werd onteigend, was Woldemar von Knorring. In de jaren zeventig van de 20e eeuw is het gerestaureerd. Het pand is thans in gebruik als kantoor.
Ilmatsalu als nederzetting op het landgoed ontstond pas in de jaren twintig van de 20e eeuw. In 1977 kreeg ze de status van groter dorp of alevik.
In de jaren 1879-1961 was in Ilmatsalu een baksteenfabriek actief.

## Foto’s

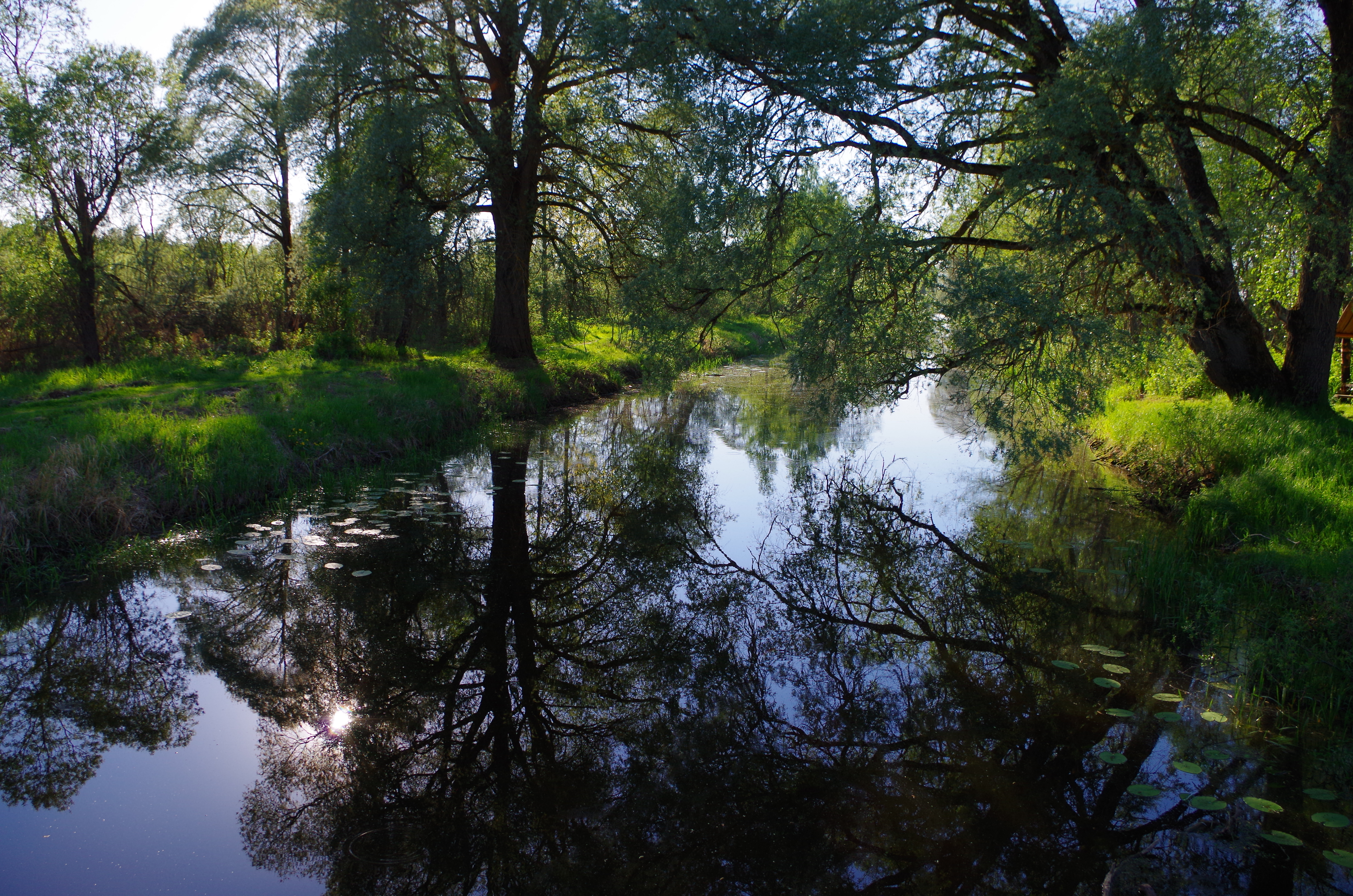
De rivier Ilmatsalu
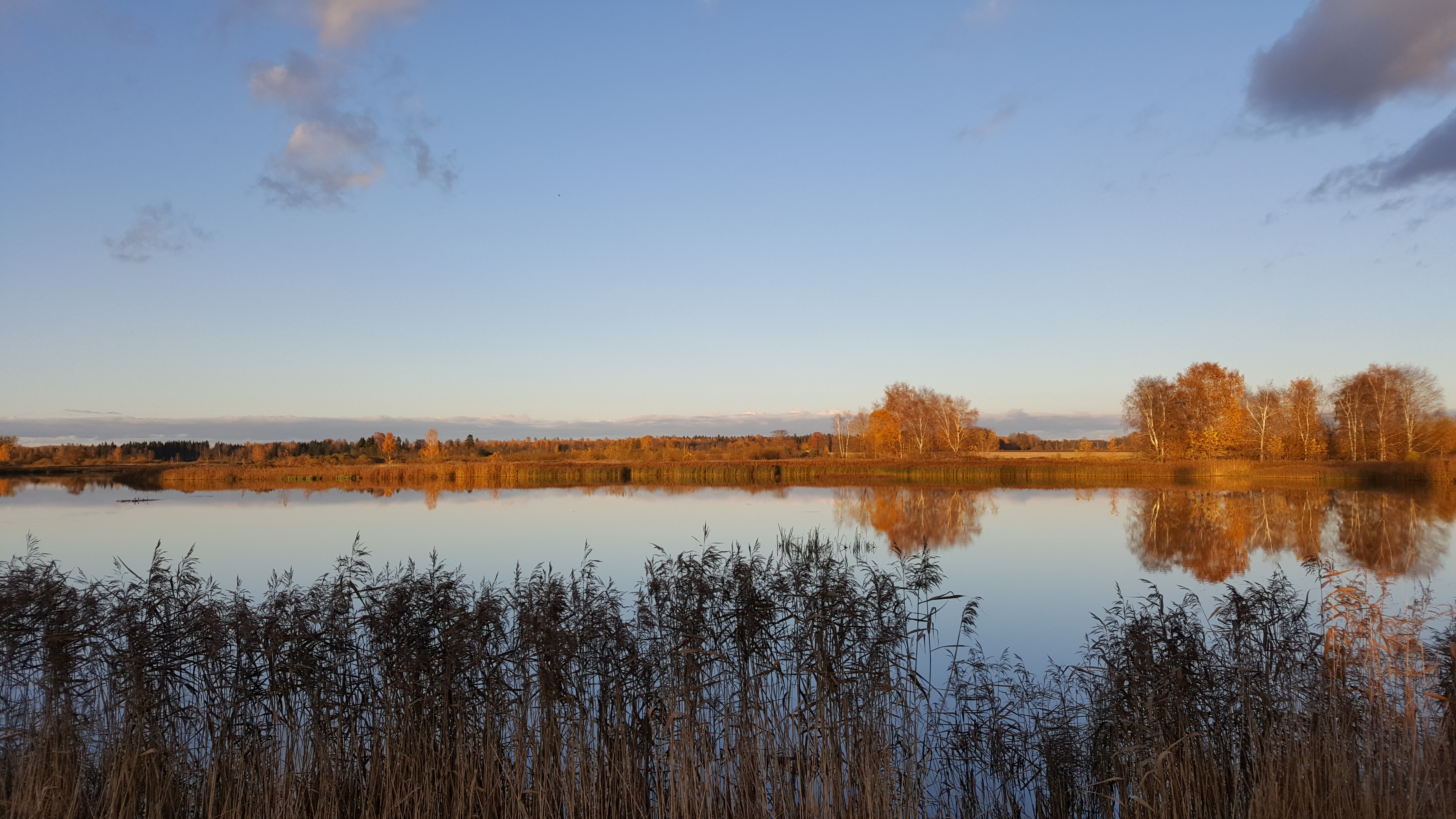
Het Ilmatsalu paisjärv
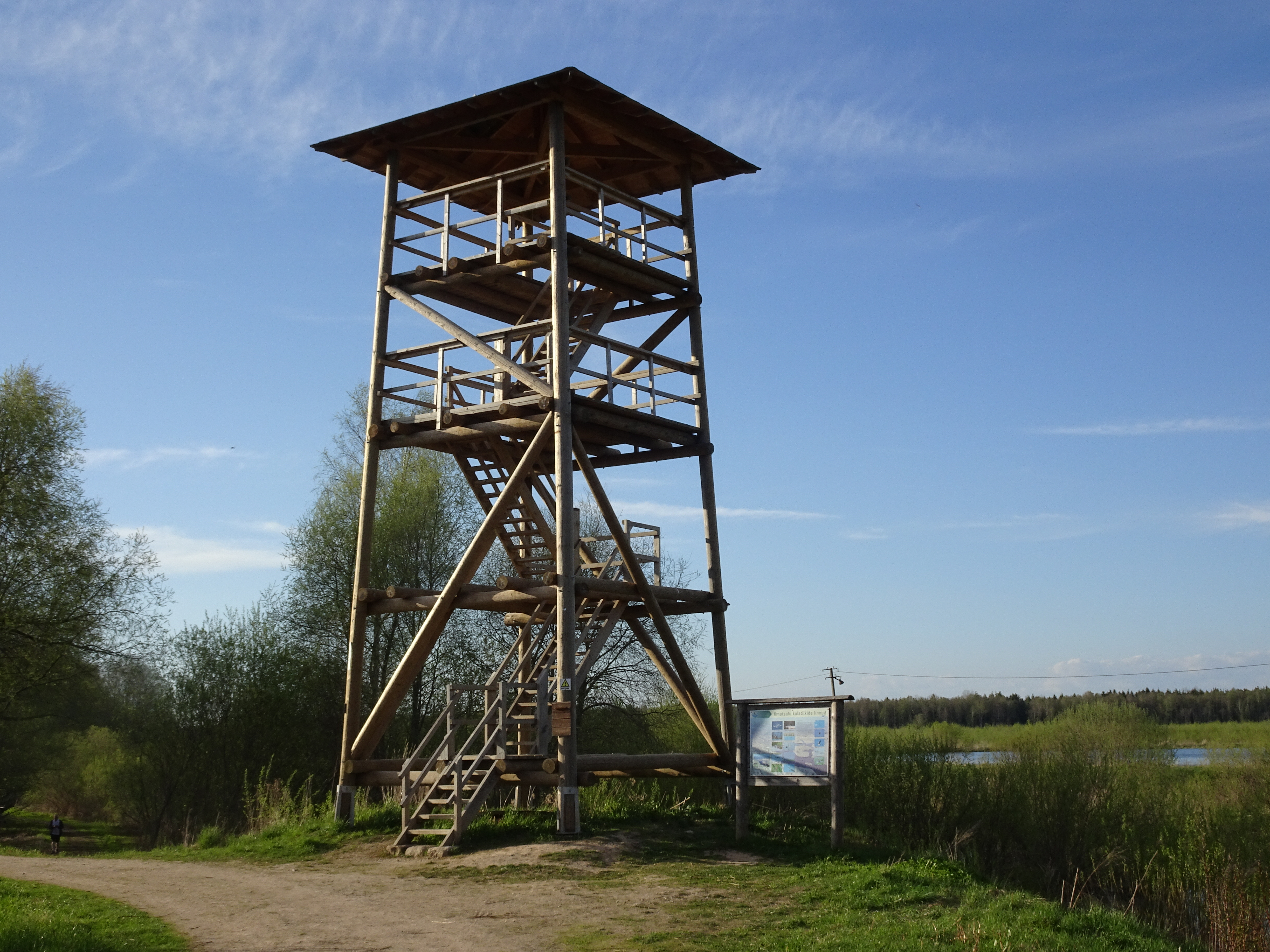
De observatietoren
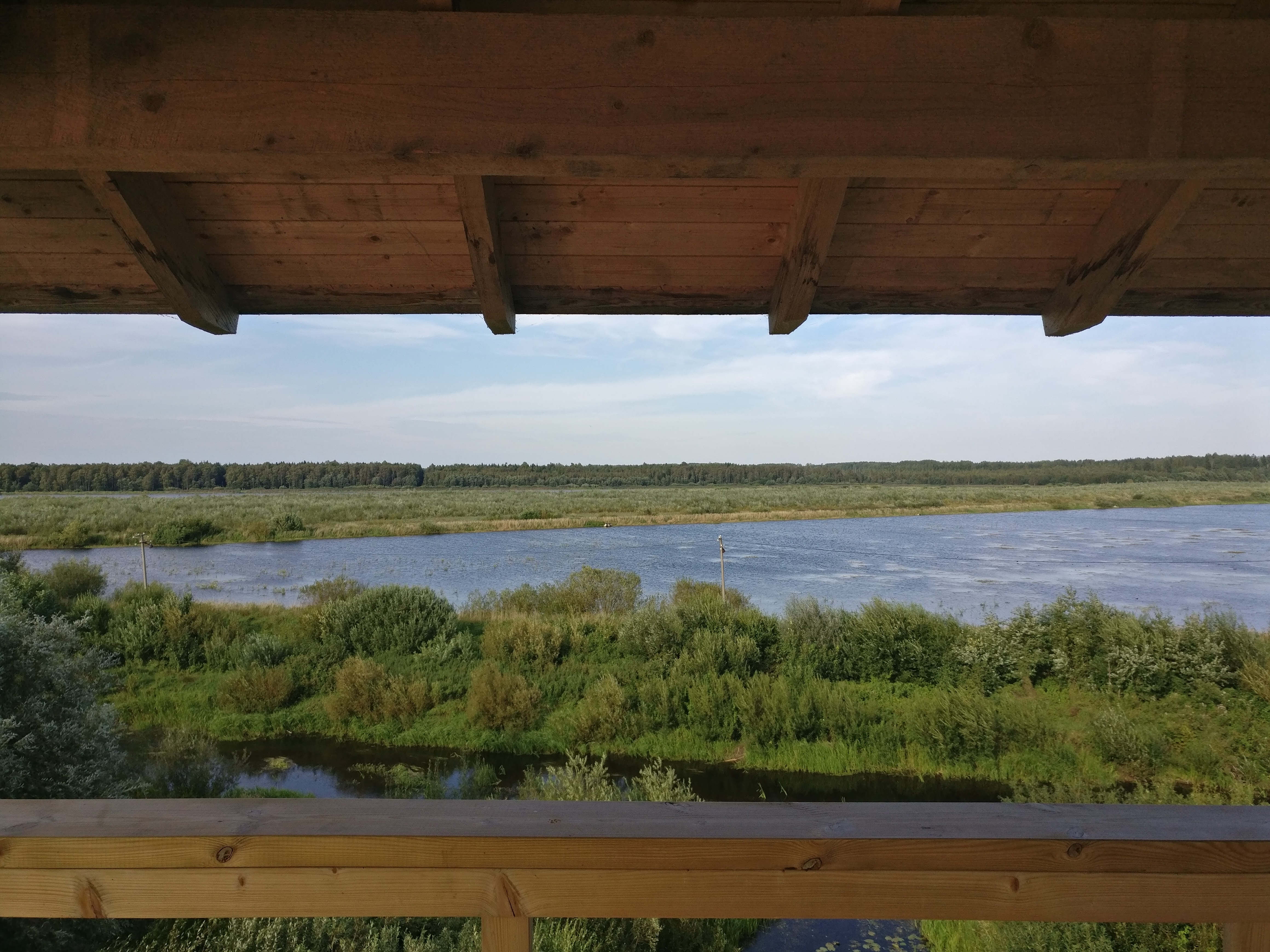
Uitzicht vanaf de observatietoren
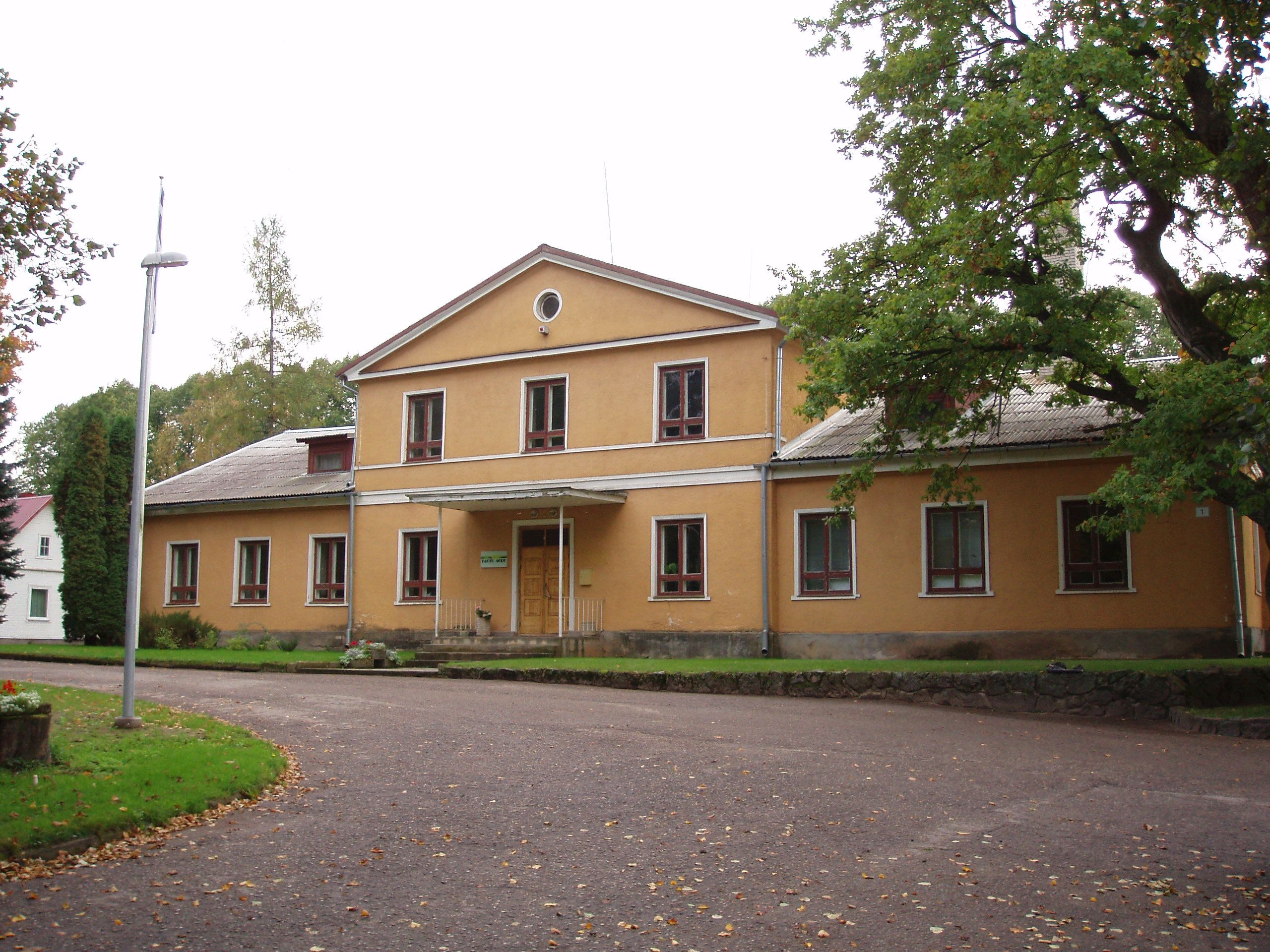
Het voormalige landhuis